# Sofia Falcone
Pour les articles homonymes, voir Falcone (homonymie).
Sofia Falcone, également connue sous le nom de Sofia Gigante ou le Tueur au Pendu (Hangman), est un personnage de fiction de l'univers de DC Comics. Créée par Tim Sale et Jeph Loeb, elle apparaît dans Un long Halloween #6 en mai 1997. Elle est davantage présente dans Amère Victoire. Sofia Falcone est l'héritière de l'empire de Carmine Falcone dit « le Romain ».
Elle apparaît par ailleurs dans Gotham et The Penguin, deux séries télévisées en prise de vues réelles inspirées de l'univers DC.

## Historique
Sofia Falcone est créée par Tim Sale et Jeph Loeb pour la mini-série de comics Un long Halloween (Batman: The Long Halloween) où elle est introduite comme la fille du mafieux Carmine Falcone. Elle revient dans la suite Amère Victoire (Batman: Dark Victory, 1999-2000), où elle devient le tueur du pendu pour venger la mort de son père.

## Biographie

### Un long Halloween
Dans la mini-série Un long Halloween, un tueur en série surnommé « Holiday » commence à tuer les membres de la famille Falcone. Le parrain Carmine Falcone fait alors libérer sa fille Sofia de prison plus tôt que prévu pour l'aider à découvrir qui était le tueur. Finalement, il s'avère que le tueur est Alberto Falcone, le fils de Carmine et le frère de Sofia. Carmine est ensuite tué par le procureur de Gotham, Harvey Dent, qui est devenu Double-Face après avoir eu le visage aspergé d'acide. Sofia tombe quant à elle de la fenêtre du penthouse de Falcone après avoir été attaquée par Catwoman.

### Amère Victoire
Dans la mini-série Amère Victoire, on apprend que Sofia a survécu à sa chute. Elle est désormais en fauteuil roulant et portant une minerve. Elle est tout de même devenue la nouvelle cheffe de la famille Falcone. Pendant ce temps, un nouveau tueur en série connu sous le nom de Tueur du pendu (Hangman en VO) tue les flics de Gotham City avec un nœud coulant, frappant pendant les vacances et laissant un puzzle de bourreau incomplet à chaque victime. Les premières victimes sont toutes des forces de l'ordre et sont des policiers ayant aidé, d'une manière ou d'une autre, à l'accession au pouvoir d'Harvey Dent. Ensuite, à partir d'avril, les victimes font toutes partie du groupe de travail que James Gordon avait réuni pour enquêter sur les meurtres du bourreau.
Finalement, il est révélé que Sofia est la tueuse et avait simulé sa paralysie. Elle tue son frère Alberto pour avoir été une « déception » pour la famille, puis tente de tuer Double-face, mais Batman l'arrête. Alors qu'elle le combat, Double-face lui tire une balle dans la tête.

## Les victimes

### Victimes décédées
- Chef Clancy O'Hara - O'Hara était le chef du GCPD, l'un des rares policiers incorruptibles. Il y a des années, alors qu'il était encore sergent, lui et l'officier Stan Merkel ont été célèbres pour la capture de Mario Falcone, poursuivi par l'ex-adjoint du procureur Harvey Dent. Il a été la première victime du tueur, retrouvé pendu au Gotham Bridge.
- Commissaire Gillian B. Loeb - Loeb a été le commissaire de police pendant les événements de Batman : Année Un avant d'être congédié et remplacé. Ses amitiés avec Falcone et Sal Maroni le rendait si corruptible que personne avant l'arrivée de Batman n'avait essayé de le faire tomber. Il a été retrouvé pendu dans sa propre résidence.
- Inspecteur Flass
- Lieutenant Branden
- Sergent Frank Pratt
- Commandant de patrouille Stan Merkel
- Inspecteur Henry Gustavson
- Inspecteur Mark O'Connor
- Capitaine David King
- Inspecteur Laureen Wilcox
- Alberto Falcone

### Victimes ayant survécu
- Commissaire James Gordon
- Harvey Dent/Double-Face
- Batman

## Apparitions dans d'autres médias

### Télévision
- Sofia Falcone est présente dans la saison 4 de la série télévisée Gotham, interprétée par Crystal Reed[4],[5]
- Sofia Falcone est l'un des personnages principaux de The Penguin, interprétée par Cristin Milioti[6].

Après avoir été internée à la demande de son père, elle tente de reprendre le contrôle de la ville et s'oppose au Pingouin qui veut vendre une toute nouvelle drogue.

### Films d'animation
Elle apparait dans la seconde partie du film d'animation Batman: The Long Halloween de Chris Palmer sorti en 2021. Elle y est doublée en anglais par Laila Berzins.